# El Chupadero, Ario
El Chupadero är en ort i Mexiko.   Den ligger i kommunen Ario och delstaten Michoacán de Ocampo, i den södra delen av landet, 260 km väster om huvudstaden Mexico City. El Chupadero ligger 2 243 meter över havet och antalet invånare är 542.
Terrängen runt El Chupadero är huvudsakligen kuperad. El Chupadero ligger uppe på en höjd. Runt El Chupadero är det ganska glesbefolkat, med 25 invånare per kvadratkilometer. Närmaste större samhälle är Ario de Rosales, 8,4 km väster om El Chupadero. I omgivningarna runt El Chupadero växer huvudsakligen savannskog.